# Горонда
Горонда́, або Ґоронда — село в Україні, у Закарпатській області, Мукачівському районі, розташовується за 16 км від районного центру. Центр Горондівської громади.

## Сучасність
У селі є середня школа, будинок культури із залом на 400 місць, бібліотека, дільнична лікарня, аптека, 2 церкви, стадіон, дитячий садок, торговий комплекс, магазини, ресторан, відділення зв'язку, функціонує залізнична станція, до районного центру курсують 3 автобуси. Сільську раду, протягом 19 років очолює сільський голова Туряниця І.І., який був ініціатором створення Горондівської ОТГ в складі сіл Горонда, Страбичово, Жнятино. Завдячуючи голові сільської ради Туряниця І.І. Горондівська ТГ, одна з кращих в Закарпатській області.

## Історія
На території села були знайдені бронзові знаряддя праці епохи пізньої бронзи — раннього заліза (XI—X ст. до н. е.). 
Перша згадка про Горонду в історичних документах припадає на 1550 рік.
У 1914 році в селі діяв пункт вишколу УСС. У березні — квітні 1919 року в селі встановлена угорська радянська влада. 
Після вигнання нацистських окупантів (26 жовтня 1944 року) 40 жителів добровільно вступили до лав Червоної Армії, 9 — до складу 1-го Чехословацького армійського корпусу. 8 з них за бойові подвиги нагороджені орденами і медалями СРСР, 12 — загинули. В Горонді встановлено обеліск на честь односельців, які загинули у боротьбі з нацизмом. У 1991 році Горонда ввійшла до складу незалежної Української держави.

## Населення
Згідно з переписом УРСР 1989 року чисельність наявного населення села становила 4010 осіб, з яких 1957 чоловіків та 2053 жінки.
За переписом населення України 2001 року в селі мешкало 3957 осіб.

### Мова
Розподіл населення за рідною мовою за даними перепису 2001 року:
| Мова       | Відсоток |
| ---------- | -------- |
| українська | 98,95 %  |
| російська  | 0,70 %   |
| угорська   | 0,30 %   |
| молдовська | 0,03 %   |

## Релігія
Церква Різдва пр. Богородиці. 1894.
Про священика в селі згадують у 1672 р. Вперше про церкву йдеться в 1682 р. Згадка про дерев'яну церкву, збудовану в 1769 р. на старому місці, належить до 1775 року. Ця церква стояла аж до будівництва теперішньої мурованої церкви, яку почали будувати 1894 року за священика Ігнатія Уйгелія і спочатку присвятили св. Михайлу.
Щоб зібрати гроші на церкву, село вирубало і продало ліс. Крім того, грошовий внесок зробила кожна сім'я. Спорудження тривало близько 15 років. У 1893 р. йдеться про напівзбудовану церкву, на добудову якої губернатор Березького комітату Шандор Лоньої виділив 5000 форинтів, які окружний начальник Пінтер вручив пароху І. Уйгелію та кураторам.
Іконостас зробили в 1899 р., а престол взяли зі старої церкви. Посвятили церкву св. Михайлу. Останнє малювання інтер'єру здійснив Соколович за куратора Івана Русинка. В 1997 р. різьбяр із Приборжавського Михайло Росада виготовив новий престол.
У 1998 р. зробили ремонт. До західного та південного входів прибудували пишні портики.
Мурована церква належала від початку 1920-х років православним, що почали переважати в селі, але в 1926 р. була повернута разом з фарою греко-католицькій єпархії, як її майно. (Після цього православна община за три дні вибудувала церкву розмірами 24: 8 м, яку, очевидно, розібрали з приходом радянської влади.)

## Туристичні місця
- бронзові знаряддя праці епохи пізньої бронзи — раннього заліза (XI—X ст. до н. е.). 
- храм Різдва пр. Богородиці. 1894.